# سیارک ۲۵۵۷۰
سیارک ۲۵۵۷۰ (به انگلیسی: 25570 Kesun، نامگذاری:1999XT194)۲۵۵۷۰مین سیارک کشف شده‌است که در ۱۲ دسامبر ۱۹۹۹ کشف شد.